# لويغي أوتو
لويغي أوتو (بالإيطالية: Luigi Otto)‏ هو ملحن إيطالي، (و. م).